# Операция «Ranger»
Операция «Рейнджер» (англ. Ranger) — четвёртая серия из 5 испытательных ядерных взрывов, осуществлённых США в 1951 году. Это первая серия, проведённая в ядерном полигоне в Неваде. Все пять взрывов были совершены за 8 дней, все они были сдетонированы в воздухе и сбрасывались с бомбардировщиков B-50.

## Список ядерных взрывов операции Рейнджер

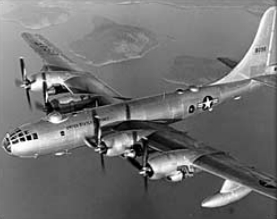
Бомбардировщик Boeing B-50 Superfortress

| Испытания | Дата                | Место                                                     | Мощность | Высота |
| --------- | ------------------- | --------------------------------------------------------- | -------- | ------ |
| Able      | 27 января 1951 года | Ядерный полигон в Неваде 36°49′36″ с. ш. 115°57′32″ з. д. | 0,5 кт   | 323 м  |
| Baker     | 28 января 1951 года | Ядерный полигон в Неваде 36°49′36″ с. ш. 115°57′32″ з. д. | 8 кт     | 329 м  |
| Easy      | 1 февраля 1951 года | Ядерный полигон в Неваде 36°49′36″ с. ш. 115°57′32″ з. д. | 1 кт     | 329 м  |
| Baker 2   | 2 февраля 1951 года | Ядерный полигон в Неваде 36°49′36″ с. ш. 115°57′32″ з. д. | 8 кт     | 335 м  |
| Fox       | 6 февраля 1951 года | Ядерный полигон в Неваде 36°49′29″ с. ш. 115°58′01″ з. д. | 22 кт    | 437 м  |

## Галерея

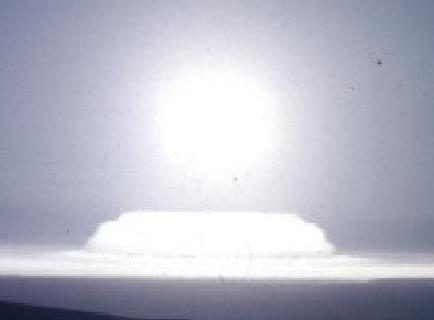
Вспышка в воздухе и ударная волна на земле
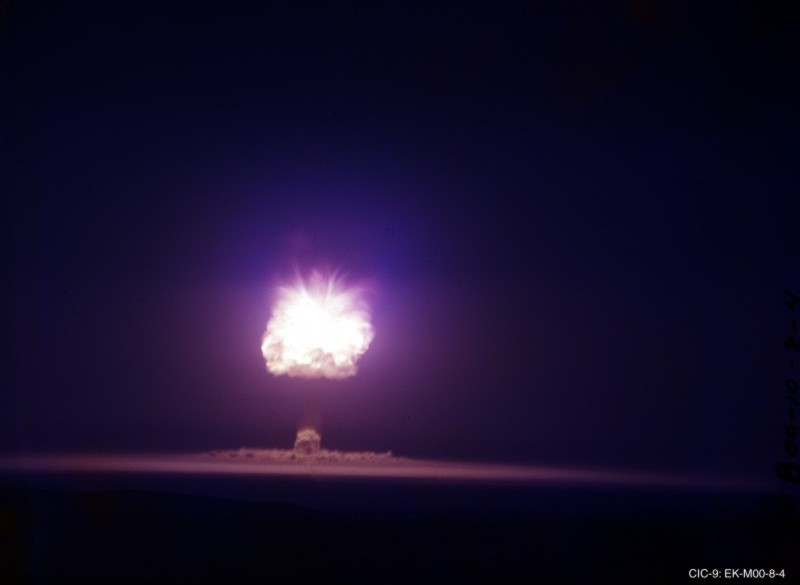
Ножка тянется к огненному облаку
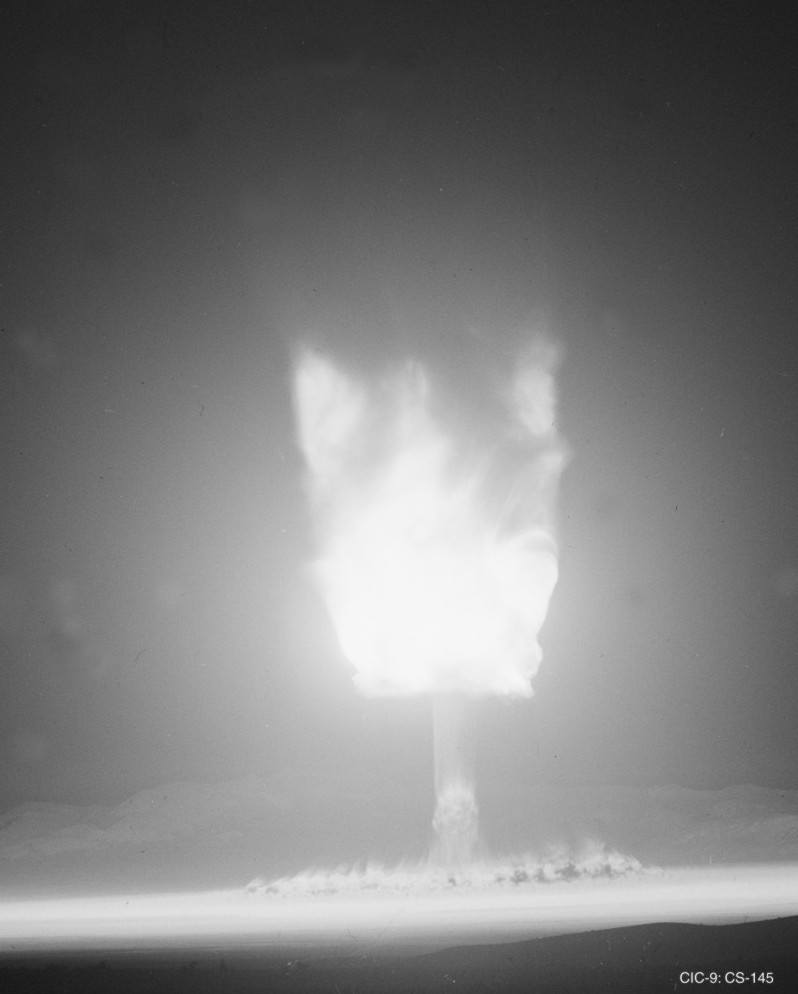
Гриб взрыва Fox
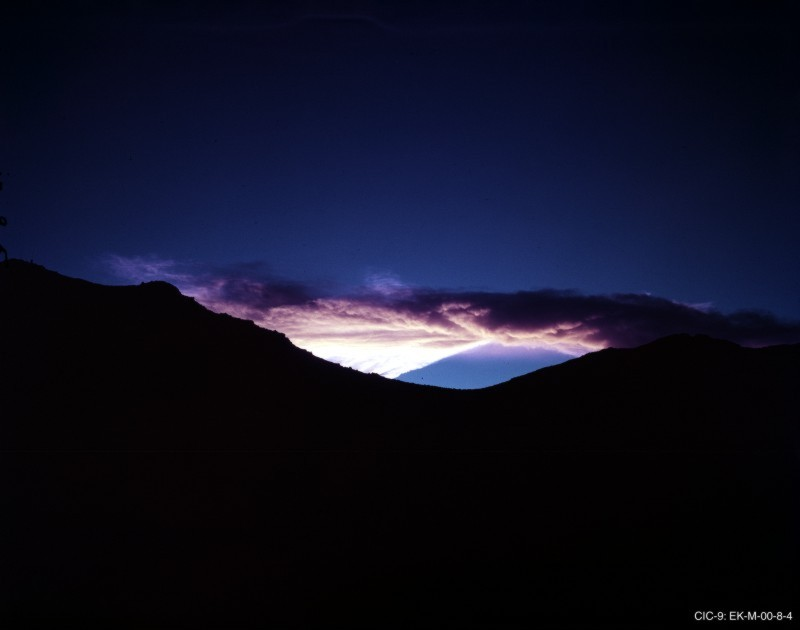
Облака освещены вспышкой